# Nieustraszeni ratownicy
Nieustraszeni ratownicy (ang. Rescue Heroes, 2001–2005) – amerykańsko–kanadyjski serial animowany.

## Fabuła
Animowany serial o niesamowitych, pełnych napięcia przygodach odważnej grupy ratowników, chroniących ludzi przed różnego rodzaju niebezpieczeństwami. Nie bacząc na nieustanne kłopoty pojawiają się w każdym miejscu na świecie, w którym dzieje się coś złego. Ich poświęcenie, olbrzymi spryt oraz godna podziwu wytrwałość pozwala im wyjść cało z niejednej opresji. Zawsze też znajdują się w samą porę, stając na pierwszej linii ognia. Ratując ludzkość są bohaterami, potrafiącymi przezwyciężyć wszystkie stojące im na drodze różnorakie przeszkody.

## Bohaterowie
- Billy Blazes – dawniej strażak, teraz lider i przywódca grupy nieustraszonych ratowników. Zawsze odważny i sprawiedliwy, nie lubi ryzyka i woli zrobić coś na ten mniej niebezpieczny sposób (jeśli taki istnieje). Cała grupa ma do niego pełne zaufanie.
- Wendy Waters – dawniej była strażakiem, podobnie jak Billy. Zawsze chętna do pomocy. Ma duże doświadczenie w swoim fachu. Prawdopodobnie jest zastępcą Billy’ego. Ma dobry kontakt z dziećmi oraz lęk wysokości.
- Richmont „Rocky” Canion – najmłodszy z grupy, były alpinista. Jego wspinacze umiejętności przydają się w misjach. Dawniej grał w koszykówkę, do dziś ten sport pozostał jego pasją.
- Jake Justice – policjant, ma optymistyczne usposobienie. Zawsze próbuje znaleźć dobre wyjście ze złej sytuacji. Ekspert od jazdy na motorze, którego często używa na misji. Ma ogromną liczbę odznak. Został ratownikiem poprzez złapanie groźnego kryminalisty.
- Ariel Flyer – specjalistka od lotnictwa, na misjach najczęściej jest pilotem samolotu lub helikoptera. Posiada hiszpańskie korzenie. Uwielbia przyrodę, bardzo angażuje się w ochronę środowiska.
- Jack Hammer – jak na głównego bohatera, dosyć rzadko pojawia się w serialu. Dawniej budowlaniec. Jest specjalistą od pojazdów na kołach.
- w niektórych odcinkach pojawiają się również ratownicy epizodyczni, pomagający w misjach głównym ratownikom.

## Wersja polska
Wersja polska: Master Film na zlecenie MiniMaxa

Reżyseria:
- Ewa Kania (odc. 14-20),
- Elżbieta Jeżewska (odc. 21-26)

Dialogi polskie:
- Joanna Klimkiewicz (odc. 14-18, 24-25),
- Dorota Filipek-Załęska (odc. 19-23, 26)

Dźwięk:
- Urszula Ziarkiewicz (odc. 14-20),
- Małgorzata Gil (odc. 21-26)

Montaż:
- Agnieszka Kołodziejczyk (odc. 14-20),
- Jan Graboś (odc. 21-26)

Kierownictwo produkcji:
- Romuald Cieślak (odc. 14-20),
- Ewa Chmielewska (odc. 21-26)

Tekst piosenki: Andrzej Brzeski (odc. 15)

Opracowanie muzyczne: Eugeniusz Majchrzak (odc. 15)

Wystąpili:
- Wojciech Machnicki – Billy Blazes
- Agnieszka Kunikowska – Wendy Waters
- Dariusz Odija – Jake Justice
- Zbigniew Suszyński – Rocky Canion
- Krystyna Kozanecka – Ariel Flyer
- Tomasz Marzecki – Jack Hammer
- Józef Mika
- Łukasz Lewandowski
- Jacek Rozenek
- Sebastian Konrad
- Wojciech Paszkowski
- Włodzimierz Press
- Zbigniew Konopka
- Artur Kaczmarski
- Jacek Mikołajczak
- Mariusz Krzemiński
- Jan Kulczycki
- Joanna Węgrzynowska
- Paweł Szczesny
- Janusz Zadura
- Katarzyna Tatarak
- Tomasz Kozłowicz
- Izabella Bukowska
- Jonasz Tołopiło
- Marcel Borowiec
- Krzysztof Królak
- Cezary Nowak
- Agata Kulesza
- Brygida Turowska
- Aleksander Mikołajczak
- Adam Bauman
- Elżbieta Bednarek
- Mieczysław Morański
- Piotr Kozłowski
- Jakub Truszczyński
- Kinga Tabor
- Aleksandra Rojewska
- Jerzy Dominik
- Marek Włodarczyk
- Jacek Kopczyński
- Dorota Nowakowska
- Ryszard Nawrocki
- Andrzej Chudy
- Janusz Wituch
- Grzegorz Drojewski
- Patrycja Szczepanowska

i inni

## Spis odcinków
| Nr             | Polski tytuł                     | Angielski tytuł                |
| -------------- | -------------------------------- | ------------------------------ |
|                |                                  |                                |
| SERIA PIERWSZA |                                  |                                |
|                |                                  |                                |
| 01             |                                  | Peril On The Peaks             |
|                |                                  |                                |
| 02             | Zemsta El Nino                   | Wrath Of El Nino               |
|                |                                  |                                |
| 03             | Fala pływowa                     | Tidal Wave                     |
|                |                                  |                                |
| 04             | Twister                          | Twister                        |
|                |                                  |                                |
| 05             | Elektryczna burza                | Electrical Storm               |
|                |                                  |                                |
| 06             | Meteoryt                         | Meteor                         |
|                |                                  |                                |
| 07             | Arktyczne piekło                 | Arctic Spill                   |
|                |                                  |                                |
| 08             |                                  | When It Rains, It Pours        |
|                |                                  |                                |
| 09             | Czerwony alarm                   | Four Alarm Fire And Brimstone  |
|                |                                  |                                |
| 10             | Zrób to                          | Cave In                        |
|                |                                  |                                |
| 11             | Ogień w kopalni 13               | The Fire Of Field 13           |
|                |                                  |                                |
| 12             | Cisza przed burzą                | Storm Of The Century           |
| 13             | Cisza przed burzą                | Storm Of The Century           |
|                |                                  |                                |
| SERIA DRUGA    |                                  |                                |
|                |                                  |                                |
| 14             | Pożar                            | Wildfire                       |
| 14             | Biała groza                      | White Wall Of Terror           |
|                |                                  |                                |
| 15             | Ostatni przystanek – katastrofa  | Last Stop – Disaster           |
| 15             | Mocne uderzenie gwiazdy rocka    | Rock Star On The Rocks         |
|                |                                  |                                |
| 16             | Uwięzieni pod wodą               | Trapped, Beneath The Sea       |
| 16             | Houston mamy problem             | Houston, We Have A Problem     |
|                |                                  |                                |
| 17             | Podwodny koszmar                 | Underwater Nightmare           |
| 17             | Oko cyklonu                      | Eye Of The Storm               |
|                |                                  |                                |
| 18             | Lęk wysokości                    | High Anxiety                   |
| 18             | Wypadek w kanionie               | Canyon Catastrophe             |
|                |                                  |                                |
| 19             | Wybuchowe rodzeństwo             | Sibling Blow Out               |
| 19             | Chaos we mgle                    | Mayhem In The Mist             |
|                |                                  |                                |
| 20             | Zapaleni skoczkowie              | Smokejumpers                   |
|                |                                  |                                |
| 21             | Na krawędzi katastrofy           | Edge Of Disaster               |
| 21             | Powódź strachu                   | Flood Of Fear                  |
|                |                                  |                                |
| 22             | Letnie tornado                   | Summertime Twister             |
| 22             | Emocjonujące mistrzostwa         | The Chilling Championship      |
|                |                                  |                                |
| 23             | Czas wspomnień                   | Flashback To Danger            |
|                |                                  |                                |
| 24             | Na fali                          | Tidal Wave Of Pride            |
| 24             | Podminowani ratownicy            | A Whale Of An Adventure        |
|                |                                  |                                |
| 25             | Wytrzęsieni w dżungli            | Shake Up In The Jungle         |
| 25             | Światła, kamera, na pomoc!       | Lights, Camera, – Destruction! |
|                |                                  |                                |
| 26             | Robo ratownicy                   | Rescue Robots                  |
| 26             | Zażarty wyścig                   | Race To The Finish             |
|                |                                  |                                |
| SERIA TRZECIA  |                                  |                                |
|                |                                  |                                |
| 27             | Herosi                           | Heroes                         |
|                |                                  |                                |
| 28             | Przemiana pogody podczas wyścigu | Ultimate Ride                  |
| 28             | Ratowniczy bohater               | Rescue Hero                    |
|                |                                  |                                |
| 29             | Blackout                         | Blackout                       |
| 29             | Dolne ujście ognia               | Fire Down Under                |
|                |                                  |                                |
| 30             | W lodzie                         | On Thin Ice                    |
| 30             | Determinacja                     | Fiery Differences              |
|                |                                  |                                |
| 31             | Zło na widoku                    | Tomb With A View               |
| 31             | Hop,hop i Uh-oh                  | Up Up And Uh-Oh                |
|                |                                  |                                |
| 32             | Zaginiony kierowca               | In The Driver’s Seat           |
|                |                                  |                                |
| 33             | Metody ratownicze                | For Better Or Curse            |
| 33             | Życie nietoperzy                 | Bat’s Life                     |
|                |                                  |                                |
| 34             | Lokalny bohater                  | The Royal Rescue Hero          |
| 34             | Zdrada przyjaciół                | Foul Weather Friends           |
|                |                                  |                                |
| 35             |                                  | Quake Me When It’s Over        |
|                |                                  |                                |
| 36             |                                  | Rock and a Hard Place          |
| 36             | Cruise Into Danger               |                                |
|                |                                  |                                |
| 37             | Samotność w święta               | Alone for the Holidays         |
|                |                                  |                                |
| 38             | Nie z tej planety                | Not on This Planet             |
| 38             | Wizja tunelowa                   | Tunnel Vision                  |
|                |                                  |                                |
| 39             | Niebezpieczna misja              | A Bridge Too Frail             |
| 39             | Za wiatrem                       | Going With the Wind            |
|                |                                  |                                |